# BECK (만화)
《BECK》(일본어: ベック 벡[*])은 만화가 해럴드 사쿠이시에 의한 일본의 소년 만화이다.

## 개요
1999년부터 2008년까지 월간 소년 매거진(고단샤)에서 연재되어, 2002년에 제26회 고단샤 만화상 소년 부문 수상했다. 2004년 10월부터 2005년 3월까지 애니메이션이 방송되었으며, 2010년 9월에는 츠츠미 유키히코 감독에 의해 실사 영화 "BECK"이 공개되었다. 대한민국에서는 같은 해 11월 개봉되었다.
"고릴라맨", "멍청한 녀석"으로 알려진 만화가 해럴드 사쿠이시에 있어서 첫 소년 만화이다. 전 34권과 가이드 북 4권이 발매되어, 일본에서 누계 발행 부수는 1200만부를 넘는 대 히트작이다. 단행본 한정판에 부속된 코유키의 피겨에 맞는 스케일로 깁슨 등의 기타, 베이스, 드럼 (제3탄)의 소형이 2008년 6월 현재 4탄까지 발매되고 있다.
작품의 세계는 "고릴라맨"이나 "바카이치", "멍청한 녀석"와 같은 세계의 설정을 가지고 있으며, 종종 다른 작품의 등장 인물이 조연으로 등장하고 있다.

## 단행본(참고)
단행본의 표제나 각 화의 표지는 많은 (일본)의 아티스트의 재킷 사진과 비디오 클립을 패러디 한 것이다.
1. ISBN 978-4-06-334278-9
2. ISBN 978-4-06-334291-8
3. ISBN 978-4-06-334307-6
4. ISBN 978-4-06-334313-7 LED ZEPPELIN IV / LED ZEPPELIN
5. ISBN 978-4-06-334340-3
6. ISBN 978-4-06-334381-6 NEVERMIND / NIRVANA
7. ISBN 978-4-06-334404-2 PUMP / AEROSMITH
8. ISBN 978-4-06-334451-6
9. ISBN 978-4-06-334469-1 THE BENDS / RADIOHEAD
10. ISBN 978-4-06-334507-0 DEFINITELY MAYBE / OASIS
11. ISBN 978-4-06-334545-2 SURVIVOR / DESTINY 'S CHILD
12. ISBN 978-4-06-334581-0 WHITE RIOT / THE CLASH
13. ISBN 978-4-06-334622-0 THE SCORE / THE FUGEES
14. ISBN 978-4-06-334671-8 AXIS : BOLD AS LOVE / JIMI HENDRIX
15. ISBN 978-4-06-334732-6 INTERNATIONAL SUPER HITS / GREEN DAY
16. ISBN 978-4-06-334772-2 GET YER YA-YA 'S OUT! / THE ROLLING STONES
17. ISBN 978-4-06-334823-1 MAGGOT BRAIN / FUNKADELIC
18. ISBN 978-4-06-334850-7 RAMONES / RAMONES
19. ISBN 978-4-06-334878-1 SOUTHERN CALIFORNIA (PV) / wax
20. ISBN 978-4-06-334924-5 PARACHUTES / COLDPLAY
21. ISBN 978-4-06-334959-7 DIARY OF ALICIA KEYS / ALICIA KEYS
22. ISBN 978-4-06-334999-3 ATOM HEART MOTHER / PINK FLOYD
23. ISBN 978-4-06-372035-8 BLACK AND BLUE / THE ROLLING STONES
24. ISBN 978-4-06-372088-4 THE BEST OF MUDDY WATERS / MUDDY WATERS
25. ISBN 978-4-06-372127-0 BE / COMMON
26. ISBN 978-4-06-372139-3
27. ISBN 978-4-06-372183-6 BONO (U2, 코스프레) RED HOT CHILI PEPPERS "BY THE WAY" 프로모션
28. ISBN 978-4-06-372228-4
29. ISBN 978-4-06-372266-6
30. ISBN 978-4-06-372308-3 RAW POWER / IGGY AND STOOGES
31. ISBN 978-4-06-372365-6
32. ISBN 978-4-06-375445-2
33. ISBN 978-4-06-375492-6 THE LIVING DEAD / BUMP OF CHICKEN

## 텔레비전 드라마
일본에서는 2004년 10월 6일부터 2005년 3월 30일까지 TV 도쿄 계열 6국에서 전 26회가 방송되었고, 원작에서의 제1화부터 미국 원정 편 직전까지를 드라마화하였다. 감독은 고바야시 오사무, 주연은 나미카와 다이스케.

## 같이 보기
- BECK (영화) : 2010년 개봉한 실사 영화.